# Gaternisse
Gaternisse (ook: Gaternesse) was een dorp in Zeeuws-Vlaanderen in de Nederlandse provincie Zeeland.  Het dorp bevond ten noordwesten van Roodenhoek.

## Geschiedenis

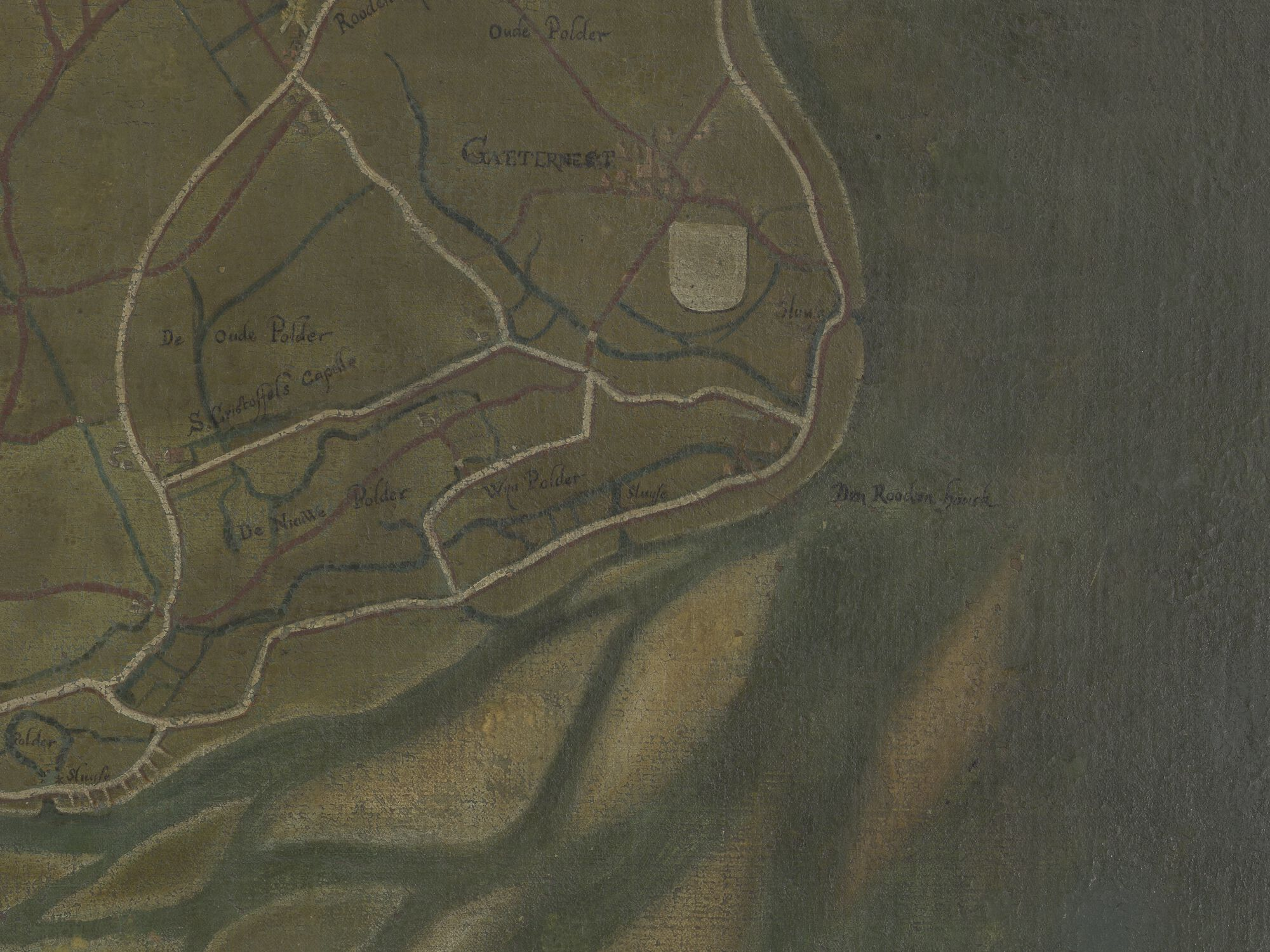
Gatternest op de Pourbuskaart (1571)

Het dorp werd reeds vermeld omstreeks het jaar 1000, maar een reeks overstromingen in de 14e eeuw maakte dat dit gebied omstreeks 1408 weer geheel onder water stond. In 1570 bestond het dorp nog, maar is spoedig daarna voorgoed verdwenen, waarschijnlijk door de inundaties van 1583. Tot 1664 werd de ruïne van de parochiekerk van Gaternisse nog op de schorren waargenomen. Kaarten uit het midden van de 17de eeuw duidden nog D'Oude Kerck van Gaterniße aan.
De plaats waar het dorp eertijds lag is nu in de Hoofdplaatpolder gelegen. De naam is nog steeds in gebruik als veldnaam en werd in de volkstelling van 1930 ook op die manier gebruikt.